# Landelijke fietsroute 36
De Landelijke fietsroute 36 of LF36 was een LF-route in Nederland en Duitsland tussen Roermond en Heerlen, een route van ongeveer 43 kilometer. Het fietspad was een verbinding tussen de LF3 bij Roermond en de stad Heerlen.  